# Richard Maguet
Richard Maguet né le 7 mars 1896 à Amiens et mort le 16 juin 1940 à Sully-sur-Loire est un peintre français.

## Biographie

### Enfance et formation
Il est né à Amiens en 1896.
Attiré par le dessin, son père accepte qu’il s’inscrive à l’École des Beaux-arts.

### Carrière
En 1913, Richard Maguet se rend pour la première fois à Paris pour y gagner sa vie et peindre. Son maître, le sculpteur Albert Roze l'envoie alors vers le peintre Berthold Mahn avec qui il va travailler et qui deviendra l'un de ses meilleurs amis. Le 15 avril 1915, il est engagé dans la Première Guerre mondiale où il participe à la bataille de Verdun. Il obtiendra la croix de guerre. 
En 1919, il est démobilisé. 
En 1922, il reprend ses activités dans l’imprimerie tout en peignant des paysages des bords de Seine et des compositions.
En 1932, il visite Nîmes, Arles, Saintes-Maries-de-la-Mer et Saint-Rémy-de-Provence. Il part pour l'Algérie où il séjourne à la villa Abd-el-Tif. 

### Mort
Pendant la défaite de 1940, il est mitraillé par l’aviation italienne au pont de Sully-sur-Loire, son corps ne sera jamais retrouvé.

## Expositions

### De son vivant
- 1922 : Salon d'automne et Salon des indépendants.
- 1924-1925 : la Maison Blanc.
- 1925-1926 : galerie André, Charles Fegdal préface sa première exposition particulière.
- 1927 : Salon des Tuileries.
- 1928 : exposition particulière, galerie Eugène Blot.
- 1932 : exposition particulière, galerie Vildrac.
- 1934 : Les pensionnaires de la villa Abd-el-Tif : Richard Maguet, Marcel Damboise, Émile Bouneau, André Hambourg, villa Abd-el-Tif, Alger[3].
- 1935 : exposition particulière, Galerie Bernier. Il envoie Paysage Algérien et Mauresque au pavillon de Marsan à l'exposition sur l'Afrique française.
- 1936 : Les Femmes d'Alger au Salon d'automne. Exposition particulière chez Marcel Bernhiem.
- 1937 : Nature Morte aux Raisins, L'Atelier. Exposition chez Marcel Bernhiem. Envoie Fenêtre sur Alger à l'Exposition universelle de 1937. Exposition de dessins à la galerie Balcon.
- 1938 : « Les artistes de ce temps » au Petit Palais. Le Ravin de la femme Sauvage au Comtemporaty Art of Seventy-nine Countries à New-York. Expositions à Prague et West La Have (Canada) Les Femmes d'Alger et La Nature morte à la Chéchia.
- 1939 : La Résurrection de Lazarre exposée au Salon d'automne de 1940. L'Été et Les Jeunes Gens à l'exposition d'Arrhus (Danemark). La Nature morte à la Chéchia et une aquarelle de Touggourt figurent aux « Artistes de l'Empire français » à Paris. Galerie Effinger, La Haye (Hollande). Nature morte aux trois pipes à l'exposition Internationale de New-York. Il fait partie du groupe Le retour à la terre. Exposition particulière chez Rodrigues.

### Expositions posthumes
- 1941 : rétrospective de ses œuvres au Salon d'automne.
- 1949 : galerie André Maurice, Paris.
- 1950 : exposition Afrique du Nord, Lisbonne.
- 1953 : La peinture contemporaine, Salon d'automne.
- 1955 : galerie André Maurice.
- 1965 : musée de Picardie, Amiens.
- 1976 : 57 peintures, aquarelles et dessins, Toulouse.

Œuvres attribuées à Richard Maguet
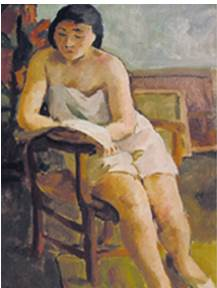
Femme en chemise assise lisant (années 1920), localisation inconnue.
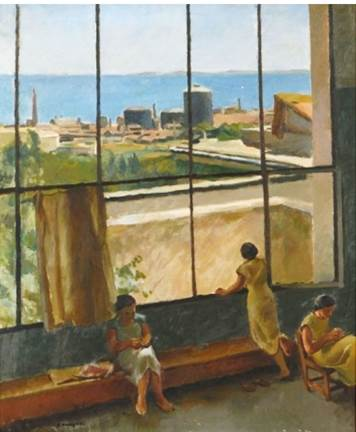
Vue de l'atelier de l'artiste à Abd-el-Tif (1932), localisation inconnue.
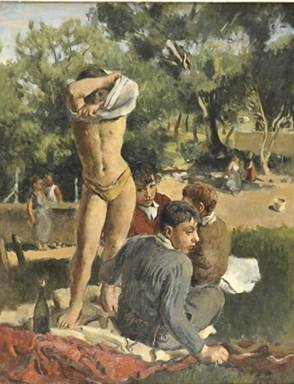
Jeunes gens dans un parc, localisation inconnue.